# Gare de Villerupt-Micheville
La gare de Villerupt-Micheville est une ancienne gare ferroviaire française de la ligne de Longwy à Villerupt-Micheville et de la ligne de Valleroy-Moineville à Villerupt-Micheville, située sur le territoire de la commune de Villerupt, dans le département de Meurthe-et-Moselle, en région Grand Est.

## Situation ferroviaire
Établie à 355 m d'altitude, la gare de Villerupt-Micheville était implantée au point kilométrique (PK) 261,11 de la ligne de Longwy à Villerupt-Micheville et constitue le PK 367,8 de la ligne de Valleroy-Moineville à Villerupt-Micheville.

## Histoire
Lors de l'annexion de l'Alsace-Lorraine décrétée en 1871 par le traité de Francfort, Villerupt n'est pas encore reliée au chemin de fer. Actionnaire des forges de Villerupt, le ministre des finances Augustin Pouyer-Quertier parvient à négocier avec le chancelier von Bismarck que les communes de Villerupt et Thil restent françaises.
La convention signée le 17 juin 1873 entre le ministre des Travaux publics et la Compagnie des chemins de fer de l'Est concède à cette dernière la construction et l'exploitation d'une ligne reliant « la frontière belge, près Longwy, à la ligne de Nancy à Metz, près d’Arnaville, par Audun-le-Roman et Briey, avec embranchement sur Villerupt, sur la vallée de l’Orne et sur Thiaucourt. ». Cette liaison, voulue par le Gouvernement français à la suite de la perte de la Moselle lors de la guerre de 1870, visait à « réparer une des plus grandes brèches de notre réseau de l’Est », « remettre en communication la frontière belge avec la ligne de la Moselle et, par suite, […] rétablir nos communications vers la Suisse », et enfin « mettre en communication avec son chef-lieu l’arrondissement de Briey ». Le projet définitif sera toutefois amendé, le ministère de la Guerre considérant que cette ligne, trop proche de la frontière prussienne, pouvait nuire à la sécurité nationale.
L'embranchement de Longwy à Villerupt-Micheville, complètement découplé du projet de lignes ferroviaires en direction de la Moselle, est mis en service le 25 avril 1878 et comprend les gares intermédiaire de Saulnes et Hussigny-Godbrange. La gare de Villerupt-Micheville est située sur les hauteurs de la ville.
À proximité immédiate se trouve l'usine de la Société Ferry et Cie, construite en 1872, qui se dote de son premier haut-fourneau en 1878 avec la mise en service du chemin de fer. Devenue la Société des Aciéries de Micheville, elle comptera un total de six hauts-fourneaux au début des années 1910. Un gisement de fer est également exploité à proximité, tout comme l'usine de la Société Anonyme Métallurgique d´Aubrives et Villerupt avec des installations directement en contrebas.
Elle devient une gare de bifurcation le 1er décembre 1907 lorsque les Chemins de fer de l'Est inaugurent la section d'Audun-le-Roman à Villerupt-Micheville. Concédé le 15 mai 1899, ce chemin de fer part de Briey, et constitue le prolongement de la ligne venant de Conflans-Jarny. À la suite d'un redécoupage, elle est désignée en tant que ligne de Valleroy-Moineville à Villerupt-Micheville. Desservant de nombreuses industries ainsi que les mines de fer du bassin de Briey, cette ligne sera utilisée pour l'acheminement de minerai vers les hauts-fourneaux de Villerupt-Micheville. La section de Conflans à Audun-le-Roman est électrifiée en 1956 et celle d'Audun-le-Roman à Villerupt-Micheville l'est le 20 juillet 1965.
À seulement 2 km à vol d'oiseau, de l'autre côté de la frontière allemande jusqu'en 1918, se trouve la gare d'Audun-le-Tiche construite en 1880 par la Direction générale impériale des chemins de fer d'Alsace-Lorraine sur une ligne en impasse, prolongée en direction de Thionville en 1904 au moyen d'une impressionnante section hélicoïdale comprenant un viaduc métallique. Les deux lignes ne seront jamais connectées en raison de l'importante différence d'altitude mais un chemin de fer industriel partant d'Audun-le-Tiche desservait le bas de Villerupt[Depuis quand ?] en passant par la Cité de la Goulotte. En 1917, les Allemands réaliseront un raccord entre les lignes de Longwy et Audun-le-Tiche à quelques kilomètres plus à l'ouest (prolongement au-delà de Rédange de la ligne d'Audun-le-Tiche à Hussigny-Godbrange).
Les trains de voyageurs des deux lignes aboutissant à Villerupt-Micheville sont supprimés le 15 mai 1939 et jamais rétablis. Le déclin de la sidérurgie du bassin lorrain entraîne la fermeture entre Villerupt et Hussigny-Godbrange de la ligne vers Longw le 1er octobre 1978,. La section d'Audun-le-Roman à Villerupt-Micheville est neutralisée en 1983 et déselectrifiée par la suite. Bien que la voie soit déjà déposée à maints endroits, sa fermeture administrative n'intervient que le 9 mars 2016.

## Patrimoine ferroviaire
Le bâtiment voyageurs de la gare de Villerupt-Micheville a été reconverti en habitations.
Semblable à celui de la gare de Saulnes, le bâtiment dérivé des plans standards de la Compagnie des chemins de fer de l'Est a connu au-moins deux configurations successives :
- Un corps principal de trois travées flanqué sur sa droite d'une aile de trois travées, également pourvue d'un étage supérieur mais plus bas (les deux parties pouvant avoir été construites avec plusieurs années d'écart) ;
- L'ajout d'une aile de deux[15], puis quatre travées sur sa gauche.

Après sa désaffectation, le bâtiment a été rénové et se trouve à proximité d'une autre construction de service à trois travées et un étage, lequel était déjà présent vers 1900.